# 共犯の本質
共犯の本質（きょうはんのほんしつ）は、刑法学の論点の一つである。広義には、処罰根拠や従属性の議論を含むが、ここでは、それらを除く狭義のそれについて説明する。

## 議論の射程
なお、この議論の射程については争いがあり、広義の共犯に及ぶとする立場からは共犯の本質と呼ばれるが、共同正犯のみに限るとする立場からは共同正犯の本質と呼ばれる。もっとも、伝統的には共同正犯の場合を中心に議論されてきた。しかし、狭義の共犯についてもこれを及ぼして議論することもなされてはおり、共同正犯のみに射程を限る見解はその根拠を問われよう。

## 概説
共犯の本質（ないし共同正犯の本質）とは、共犯（ないし共同正犯）が何を共同するのかという議論とされており、犯罪共同説と行為共同説があるとされる。前者は、複数人が1つの犯罪を共同して実現するものと見る立場であり、後者は各人が各々の犯罪を他者を利用しつつ実現するものと見る立場である。もっとも、両説の意味するところはあいまいであり、何を根拠に何を主張しているのかが必ずしも明らかではない。

### 対立の背景
両説は、かつては「学派の対立」に結びつけられていた。すなわち、古典派からは犯罪共同説が、近代派からは行為共同説が採られていた。やがて、古典派からも結果無価値論から行為共同説を採用する説が非常に有力になり、現在では違法論の対立に相関して争われているように見える。もっとも、その結びつきは明らかにされていない。

### 罪名従属性の問題
両説の対立の帰結として言われるのが、罪名従属性の違いである。罪名従属性とは共同者間で罪名は同じであるべきかどうかということである。純粋な犯罪共同説からは罪名従属性が肯定されるが、行為共同説からは否定される。
もっとも、現在では犯罪共同説といっても、ほとんどの論者が部分的な共同を承認する（部分的犯罪共同説）。例えば、甲が殺意を持ち、乙が殺意を持たずに、共同してAを死に至らしめたときに、甲が殺人単独正犯と傷害致死共同正犯の法条競合で乙が傷害致死共同正犯とするといったようなことを承認する（これをやわらかい部分的犯罪共同説などという）。そのため、結果的に成立する罪名については罪名従属性は否定される。ただ、罪名従属性というのはあくまで共犯の問題であるから、部分的犯罪共同説においても罪名従属性は維持されていると見ることもできる。いずれにせよ、結論は行為共同説（先の例では、甲には殺人罪の共同正犯、乙には傷害致死罪の共同正犯が成立する）とさほど変わらない。
判例は、共同正犯について、かつては「かたい部分的犯罪共同説」とよばれる立場をとっていたが（先の例では、甲乙間に殺人罪の共同正犯が成立するが、乙は刑法38条2項の趣旨から、傷害致死罪の範囲で科刑されるとする）、現在では、やわらかい部分的犯罪共同説、行為共同説いずれとも解しうるような立場を採っている。

### 共同意思主体説
なお、共同意思主体説という説もあるが、これは最近は犯罪共同説の一種として位置づけられている。